# Tętnica skroniowa powierzchowna

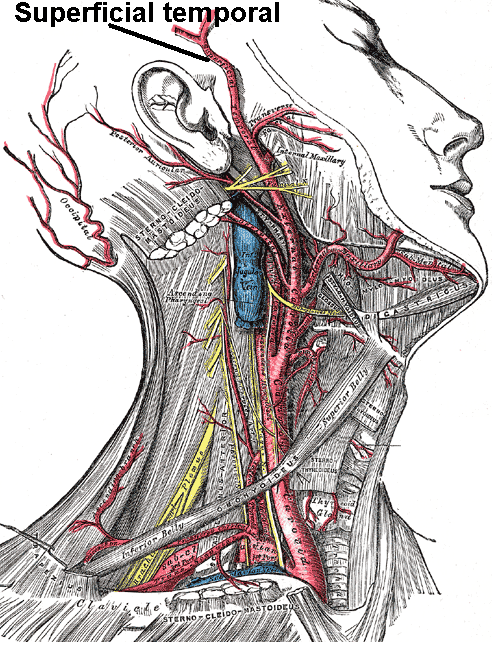
Odgałęzienia tętnicy szyjnej wspólnej – czarna linia wskazuje tętnicę skroniową powierzchowną

Tętnica skroniowa powierzchowna (łac. arteria temporalis superficialis, ang. superficial temporal artery) – w anatomii człowieka tętnica będąca jedną z dwóch (obok tętnicy szczękowej) końcowych gałęzi tętnicy szyjnej zewnętrznej. Zaczyna się z tyłu od szyjki żuchwy w obrębie ślinianki przyusznej, biegnie ku górze jako bezpośrednie przedłużenie tętnicy szyjnej zewnętrznej, z przodu od małżowiny usznej. Przechodząc nad nasadą wyrostka jarzmowego kości skroniowej dzieli się na swoje gałęzie końcowe. W końcowym odcinku tętnica skroniowa powierzchowna jest często dobrze widoczna z powodu swojego płytkiego podskórnego położenia.
Tętnica skroniowa powierzchowna oddaje następujące gałęzie:
- gałęzie przyusznicze (łac. rami parotidei), unaczyniające śliniankę przyuszną,
- tętnica poprzeczna twarzy,
- gałęzie uszne przednie (łac. rami auriculares anteriores), unaczyniające małżowinę uszną, przewód słuchowy zewnętrzny i staw skroniowo-żuchwowy,
- tętnica jarzmowo-oczodołowa,
- tętnica skroniowa środkowa,
- gałąź czołowa (łac. ramus frontalis), przednia gałąź końcowa tętnicy skroniowej powierzchownej, unaczyniająca skórę, mięśnie i okostną okolicy czołowej,
- gałąź ciemieniowa (łac. ramus parietalis), tylna gałąź końcowa tętnicy skroniowej powierzchownej.